# Extensión universitaria
La extensión es una función universitaria en la que se enfatiza la relación de la universidad con la comunidad en la que está inmersa. Puede definirse como «el conjunto de actividades de colaboración entre actores universitarios y no universitarios, en formas tales que todos los actores involucrados aportan sus respectivos saberes y aprenden en un proceso interactivo orientado a la expansión de la cultura y a la utilización socialmente valiosa del conocimiento con prioridad a los sectores más postergados».
Originalmente se la entendía como llevar el conocimiento universitario a la sociedad, «extender» la presencia de la universidad en la sociedad y relacionarla íntimamente con el pueblo. Sin embargo, su concepción ha cambiado a lo largo del tiempo hacia el establecimiento de un diálogo entre la universidad y la sociedad de manera que ambos actores se vean beneficiados.
En muchas universidades hispanoamericanas, se entiende a la extensión como una de las tres funciones universitarias fundamentales: enseñanza, investigación y extensión. La extensión considera a la educación como un bien público social y un derecho humano y universal.
Es un proceso educativo transformador donde todos aprenden y enseñan, se busca un intercambio horizontal entre el saber académico con el popular y se intenta generar procesos de comunicación dialógica donde los actores sociales participan junto a los universitarios tanto en la planificación y la ejecución como en la evaluación del proceso. Es un proceso a través del cual se busca resolver problemáticas de la sociedad considerando los tiempos de los actores sociales involucrados.

La extensión incluye un amplio campo de prestación de servicios y sus destinatarios pueden ser muy variados: grupos sociales populares y sus organizaciones, movimientos sociales, comunidades locales y regionales, gobiernos locales, comunidades educativas, el sector público y el sector privado.

## Historia
Existen antecedentes directos a la extensión universitaria o «tercera misión» en países como Inglaterra (con sus programas de educación de adultos), en Francia (con las universidades populares) y en España (con los cursos de extensión universitaria de 1899).
La extensión es formulada, como hoy es entendida en Latinoamérica, en la Reforma Universitaria de 1918. En las décadas que le siguen, se va a retomar el concepto en las universidades de Latinoamérica, junto con las luchas por la autonomía universitaria, el cogobierno, la libertad de cátedra y otros postulados de las juventudes universitarias de la primera mitad del siglo XX.
Esas primeras prácticas de extensión, llamadas «misiones pedagógicas», se instalan con la fuerza del activismo social y la militancia de la década del sesenta, con énfasis en el ámbito rural. En las décadas de los ochenta y noventa, pasadas las dictaduras militares, el énfasis en la extensión pasó a ser el carácter formativo de las prácticas para los estudiantes de grado. En el siglo XXI el debate ha girado sobre la integración de las funciones universitarias, y aún está vigente en el término integralidad.
Ha comenzado un proceso de análisis y discusión del desarrollo de las funciones universitarias, en el cual se ha hecho hincapié en el concepto de integralidad. Este proceso está actualmente siendo debatido, por lo que no existe una única postura. 
La integralidad es entendida como:

Un movimiento que, sin descuidar los aprendizajes y la producción de conocimiento, pone a la extensión en el centro de las funciones universitarias. O, mejor dicho, pone a la interacción con la sociedad como el motor de la vida universitaria. Propone que es a partir de la interacción con la sociedad que se genera el núcleo central de las agendas de investigación y es con los actores sociales —y no sólo sobre ellos— que se investiga. Las múltiples formas de interacción con la sociedad son también oportunidades de aprendizaje particularmente significativas, porque ponen a docentes y estudiantes universitarios frente a problemas concretos y complejos, obligan a poner en juego múltiples conocimientos que, de otro modo, suelen quedar desarticulados en los procesos de enseñanza-transmisión.

En este sentido, la integralidad es concebida como un movimiento que pone a la extensión en el centro de la tríada, o sea a la interacción con la sociedad como el motor de la vida universitaria. Un modo de relacionamiento con el medio que permite descubrir nuevas áreas donde investigar, producir nuevo conocimiento y utilizar una metodología de aprendizaje integral y humanizadora. Se implementa en espacios de formación que articulan la enseñanza, investigación y extensión en la formación de los estudiantes, se vinculan con actores no universitarios buscando contribuir a la resolución de problemáticas desde abordajes interdisciplinarios.

## Prácticas y espacios de difusión
La extensión es un concepto en constante construcción y debate, sin embargo, ha tenido un gran impacto en los procesos universitarios en América Latina durante todo el siglo XX.
El concepto de extensión, como función fundamental de la educación superior, puede manifestarse de diferentes maneras en diferentes universidades. Por ejemplo, en Brasil se ha desarrollado mayoritariamente como la filosofía de Educación Popular de Paulo Freire. En Uruguay estas funciones se definen en el artículo 2 de la Ley Orgánica de la Universidad de la República como fines de la institución: “impulsar y proteger la investigación científica y las actividades artísticas y contribuir al estudio de los problemas de interés general y propender a su comprensión pública; defender los valores morales y los principios de justicia, libertad, bienestar social, los derechos de la persona humana”.
Las universidades suelen tener secretarías de extensión universitaria dedicadas plenamente a llevar los conocimientos universitarios a la sociedad, así como a incorporar a la sociedad a la dinámica universitaria. Exitosos centros culturales como el Centro Cultural Ernesto Sabato de la Facultad de Ciencias Económicas de la UBA, el Centro Cultural Ricardo Rojas de la UBA, y las Universidades González Prada de Perú, son ejemplos de extensión universitaria. En Paraguay, las prácticas de extensión son frecuentes desde hace varias décadas, con una fuerte tendencia actual a la institucionalización, ya que la Constitución Nacional la ubica como uno de los tres fines de las universidades; además, se ha creado la Red Nacional de Extensión Universitaria del Paraguay.
Las prácticas de extensión son muy diversas, por lo que se han desarrollados varios espacios de intercambio académicos para su difusión y fomento. La Unión Latinoamericana de Extensión Universitaria (ULEU), los grupos permanentes de Extensión de varias instituciones internacionales de cooperación universitaria como la AUGM o el ARQUISUR, y revistas especializadas como +E, son algunos ejemplos. Se han realizado también diversos Congresos de Extensión, en especial desde el fin de las dictaduras militares en América Latina de los años de 1970 y 1980.